# Костадин Макрелов
Костадин Попандреев Макрелов (изписване до 1945 година: Костадинъ попъ Андреевъ Макреловъ) е български революционер, деец на Вътрешната македоно-одринска революционна организация.

## Биография
Костадин Макрелов е роден през 1880 година в ахъчелебийското село Чокманово, в семейството на свещеника и революционер Андрей Макрелов. Завършва основно образование в родното си село и прогимназия в Чепеларе. Около 1900 година започва да работи при чичо си Манол, кехая на Бюкенските аги в района на връх Кушлар, Драмско. От 1902 до 1904/1905 година е помощник в магазина на Кадър бей в гара Бук, а след това се присъединява към ВМОРО. Заедно с Манол Куцината влиза в четата на Тома Пожарлиев в Чепеларско, която по-късно през Кюстендил се прехвърля в Македония. Четата се насочва към Ениджевардарско, но след скандал с войводата, Костадин Макрелов преминава в четата на Атанас Бабата в Тиквешко. През 1907 година е четник на Иван Наумов Алябака и същата година загива в сражение.